# Венилиорнисы
Венилиорнисы, или дятлы-венилиорнисы (лат. Veniliornis), — род птиц из семейства дятловых, обитающих в Центральной и Южной Америках. Родовое название дано в честь нимфы Венилии (из римской мифологии) в сочетании с др.-греч. ὄρνις — «птица».

## Классификация
Международный союз орнитологов включает в род 14 видов:
- Veniliornis passerinus (Linnaeus, 1766) — Воробьиный венилиорнис
- Veniliornis frontalis (Cabanis, 1883) — Жемчужнолобый венилиорнис
- Veniliornis spilogaster (Wagler, 1827) — Жемчужнобрюхий венилиорнис
- Veniliornis mixtus (Boddaert, 1783) — Пестрохвостый дятел
- Veniliornis lignarius (Molina, 1782) — Пестроголовый дятел
- Veniliornis callonotus (Waterhouse, 1841) — Рубиновый венилиорнис
- Veniliornis dignus (Sclater, Salvin, 1877) — Желтобрюхий венилиорнис
- Veniliornis nigriceps (d'Orbigny, 1840) — Полосатобрюхий венилиорнис
- Veniliornis sanguineus (Lichtenstein, 1793) typus — Кровавоспинный венилиорнис
- Veniliornis kirkii (Malherbe, 1845) — Краснопоясничный венилиорнис
- Veniliornis affinis (Swainson, 1821) — Краснокрылый венилиорнис
- Veniliornis chocoensis Todd, 1919
- Veniliornis cassini (Malherbe, 1862) — Золотошейный венилиорнис
- Veniliornis maculifrons (Spix, 1824) — Золотоухий венилиорнис

Два вида, пестроголового и пестрохвостого дятлов, прежде относили к роду трёхпалых дятлов.
Темнобровый венилиорнис (Leuconotopicus fumigatus) до 2006 года включался в род венилиорнисов.